# The Family Secret
The Family Secret (bra: O Segredo) é um filme noir estadunidense dirigido por Henry Levin e estrelado por John Derek e Lee J. Cobb. Foi lançado em 24 de outubro de 1951, pela Columbia Pictures.

## Enredo
Quando seu filho acidentalmente mata seu melhor amigo sem a presença de testemunhas, um advogado se depara com uma decisão difícil e fica em conflito quando seus pais oferecem soluções conflitantes para a situação de seu filho.

## Elenco
- John Derek ...David Clark
- Lee J. Cobb ...Howard Clark
- Jody Lawrance ...Lee Pearson
- Erin O'Brien-Moore ...Ellen Clark
- Santos Ortega ...promotor distrital Redman
- Henry O'Neill ...Donald Muir
- Carl Benton Reid ...Dr. Steve Reynolds
- Peggy Converse ...Sybil Bradley
- Jean Alexander ...Vera Stone
- Dorothy Tree ...Marie Elsner
- Whit Bissell ...Joe Elsner
- Raymond Greenleaf ...Henry Archer Sims
- Onslow Stevens ...juiz Geoffrey N. Williams